# Bolbapium quadrispinosum
Bolbapium quadrispinosum es una especie de coleóptero de la familia Geotrupidae.

## Distribución geográfica
Habita en Argentina, Brasil, Bolivia y Paraguay.